# Lehreijat
Lehreijat è uno degli otto comuni del dipartimento di Tintane, situato nella regione di Hodh-Gharbi in Mauritania. Nel censimento della popolazione del 2000 contava 8.466 abitanti.